# Eugen Jurzyca
Eugen Jurzyca, né le 8 février 1958, est un homme politique slovaque, membre du parti Liberté et solidarité (SaS).

## Biographie
Diplômé l'université d'économie de Bratislava, il a suivi plusieurs programmes de formation de la Banque mondiale ou de l'OCDE. Il a été conseiller du président Rudolf Schuster, membre du conseil d'administration de la banque nationale de Slovaquie (NBS), et chercheur en sciences économiques.
Le 8 juillet 2010, il est nommé ministre de l'Éducation, de la Science, de la Recherche et des Sports dans le gouvernement de centre droit dirigé par Iveta Radičová.
Il est remplacé, le 4 avril 2012, par Dušan Čaplovič.